# デルタV
デルタブイ(Delta-v、Δv)は、航空力学において、速度の単位を持つスカラーである。軌道マヌーバによってある軌道から別の軌道に遷移するためのエネルギーの量として測定される。
デルタブイは、エンジンでプロペラントを使用して機体を加速させる推進力を得ることで達成される。

## 定義
{\displaystyle \Delta {v}=\int _{t_{0}}^{t_{1}}{\frac {|T|}{m}}\,dt}
ここで、
T は瞬間的な推進力
m は瞬間的な質量
外力がない場合は、
{\displaystyle =\int _{t_{0}}^{t_{1}}{|a|}\,dt}
ここで、aは加速度を意味する。推進力が一定の方向である場合は、次のように単純化される。
{\displaystyle =|{v}_{1}-{v}_{0}|\;}
これは単純な速度の変化の大きさである。しかし、この関係は一般的な場合に当てはまる訳ではない。例えば、等方向の加速度が時間(t1 − t0)/2後に逆転すると、速度の変化は0となるが、デルタブイの大きさは逆転がなかった場合と変わらない。
ロケットの場合、「外力がない」とは、大気の抵抗やノズルの背圧力がないことを意味するため、ツィオルコフスキーの公式で機体のデルタブイ容量を計算するために比推力Ispが用いられる。

## 軌道マヌーバ
軌道マヌーバは、スラスタに点火して機体上で発生する化学反応力によって達成される。この力の大きさは、以下の式で表される。
1. {\displaystyle f=V_{exh}\ \rho \,}(1)

ここで、
Vexhは排出ガスの速度
ρは燃焼室へのプロペラントの流速
この力による機体の加速度{\displaystyle {\dot {V}}\,}は、
1. {\displaystyle {\dot {V}}={\frac {f}{m}}=V_{exh}\ {\frac {\rho }{m}}\,}(2)

ここでmは機体の質量である。
燃焼中、燃料の消費のために機体の質量は減少し、時間の経過に応じた質量は次のようになる。
1. {\displaystyle {\dot {m}}=-\rho \,}(3)

もし燃焼中に力の方向、即ちノズルの方向が固定されていれば、燃焼の開始時{\displaystyle t_{0}\,}から終了時t1まで速度が増加する。
1. {\displaystyle \Delta {V}=-\int _{t_{0}}^{t_{1}}{V_{exh}\ {\frac {\dot {m}}{m}}}\,dt}(4)

積分変数を時間tから機体の質量mに変えると、
1. {\displaystyle \Delta {V}=-\int _{m_{0}}^{m_{1}}{V_{exh}\ {\frac {dm}{m}}}\,}(5)

{\displaystyle V_{exh}\,}を燃料の量に依存しない定数と仮定すると、この関係は次のように積分される。
1. {\displaystyle \Delta {V}=V_{exh}\ \ln({\frac {m_{0}}{m_{1}}})\,}(6)

これがよく知られたツィオルコフスキーの公式である。
例えば打上げ時の質量の20%がヒドラジンスラスタの典型的な値となる2100m/sの定数を与えるとすると、姿勢制御システムのキャパシティは以下のようになる。
{\displaystyle \Delta {V}=2100\ \ln({\frac {1}{0.8}})\,} m/s = 469 m/s.
{\displaystyle V_{exh}\,}が燃料の残量の非定数関数であるとすると、
{\displaystyle V_{exh}=V_{exh}(m)\,}
姿勢制御システムのキャパシティは積分により次のように計算される。(5)
スラスタによる加速度(2)は、機体にかかるその他の加速度（力/質量）に付け加えられるものであり、軌道はスラスタからの力を含む様々な力によって容易に変わりうる。しかし、研究やマヌーバの最適化等の多くの目的に対しては、図1に示されるような瞬間的なマヌーバを(4)で与えられる{\displaystyle \Delta {V}\,}で近似することができる。このように、あるケプラー軌道から別の軌道への遷移としてのマヌーバを、速度ベクトルの瞬間的な変化としてモデル化できる。

図1:有限なスラスタのマヌーバを瞬間的な速度の変化で近似すると、デルタブイは((4))で与えられる。

この近似は多くの場合、少なくとも化学推進剤が使われている時には非常に正確である。ただし、電気推進システム等の推進力の小さいシステムでは、この近似は若干正確性に欠ける。しかし、数時間もスラスタを燃焼させて電気推進で人工衛星を静止軌道に乗せるような場合でも、この近似は正しい値を与える。

## デルタブイの生産
デルタブイは通常ロケットエンジンのスラスタによって産み出されるが、他のエンジンによっても産み出すことができる。デルタブイの変化率は、エンジンによる加速度の大きさであり、即ち全機体質量あたりの推進力である。真の加速度ベクトルは、質量あたりの推進力を重力ベクトルと機体に働くその他の力のベクトルに加えることで得られる。
必要な合計のデルタブイは、初期の開発の良い開始点となる。
ロケット方程式は、デルタブイが増えると必要なプロペラントの量が劇的に増加することを示している。そのため、最近の宇宙船推進システムでは、必要な合計のデルタブイの量を減らすことと大きなデルタブイを生み出せる宇宙船の設計についてかなりの研究が行われている。
推進システムによるデルタブイを増やすことは、次により達成される。
- 多段構成
- 比推力の増加
- プロペラント質量分率の改良

## 多段マヌーバ
質量比が全ての燃焼に適用されるため、多段マヌーバが連続して行われると、質量比はその積になる。従って、排出速度が一定であれば、デルタブイは積算されることを意味する。
M1とM2がマヌーバの質量比、V1とV2が1回目と2回目のマヌーバのデルタブイであるとすると、
{\displaystyle M1M2}
{\displaystyle =e^{V1/V_{e}}e^{V2/V_{e}}}
{\displaystyle =e^{(V1+V2)/V_{e}}}
{\displaystyle =e^{V/V_{e}}=M}
ここで、V = V1 + V2かつM = M1 M2である。
これは、2回のマヌーバの合計に適用したロケット方程式である。